# Silene subtenella
Silene subtenella är en nejlikväxtart som beskrevs av Lazkov. Silene subtenella ingår i släktet glimmar, och familjen nejlikväxter. Inga underarter finns listade i Catalogue of Life.